# Welat Cagro
Welat Cagro (Schaarbeek, 31 mei 1999) is een Belgisch voetballer van Koerdische afkomst die als middenvelder speelt. Sinds de zomer van 2023 staat Cagro onder contract bij Beerschot VA.

## Carrière
Welat Cagro speelde in de jeugd van RSC Anderlecht, KV Mechelen, Oud-Heverlee Leuven en KAA Gent. In februari 2019 vertrok hij naar het Armeense FC Banants, waar hij tien wedstrijden in de Bardzragujn chumb speelde. In januari 2020 sloot hij aan bij het Nederlandse Telstar. Hij debuteerde voor Telstar op 28 februari 2020, in de met 2-2 gelijkgespeelde uitwedstrijd tegen Jong Ajax. Enkele weken later werd de competitie afgebroken vanwege de coronacrisis, dus speelde hij in het seizoen 2019/20 maar één wedstrijd. Het seizoen erna werd hij een vaste waarde bij Telstar, hij speelde dat seizoen 28 wedstrijden. Nadat zijn contract bij Telstar afliep, ging hij op proef bij NAC Breda. Hier tekende hij in november 2021 een contract. Hij debuteerde in de met 1-1 gelijkgespeelde thuiswedstrijd tegen Jong FC Utrecht. Hij speelde 27 wedstrijden in zijn eerste seizoen bij NAC. In het begin van het seizoen 2022/23 raakte Cagro zwaar geblesseerd aan zijn knie en de rest van het seizoen kwam hij niet meer in actie. In maart 2023 werd zijn contract bij NAC ontbonden. Hierna ging hij op proef bij PEC Zwolle. In de zomer van 2023 tekende Cagro dan uiteindelijk bij de Belgische tweedeklasser K. Beerschot V. A.. 

### Statistieken
| Seizoen                        | Club           | Land           | Competitie        | Competitie | Competitie | Beker | Beker | Internationaal | Internationaal | Totaal | Totaal |
| Seizoen                        | Club           | Land           | Competitie        | Wed.       | Dlp.       | Wed.  | Dlp.  | Wed.           | Dlp.           | Wed.   | Dlp.   |
| ------------------------------ | -------------- | -------------- | ----------------- | ---------- | ---------- | ----- | ----- | -------------- | -------------- | ------ | ------ |
| 2018/19                        | FC Banants     | Armenië        | Bardzragujn chumb | 10         | 0          | 0     | 0     | 0              | 0              | 10     | 0      |
| 2019/20                        | FC Urartu      | Armenië        | Bardzragujn chumb | 0          | 0          | 0     | 0     | 0              | 0              | 0      | 0      |
| 2019/20                        | Telstar        | Nederland      | Eerste divisie    | 1          | 0          | 0     | 0     | –              | –              | 1      | 0      |
| 2020/21                        | Telstar        | Nederland      | Eerste divisie    | 27         | 1          | 1     | 0     | –              | –              | 28     | 1      |
| 2021/22                        | NAC Breda      | Nederland      | Eerste divisie    | 22         | 1          | 3     | 0     | 2              | 0              | 27     | 1      |
| 2022/23                        | NAC Breda      | Nederland      | Eerste divisie    | 0          | 0          | 0     | 0     | 0              | 0              | 0      | 0      |
| 2023/24                        | Beerschot VA   | België         | Eerste Klasse B   | 27         | 2          | 2     | 0     | –              | –              | 29     | 2      |
| 2024/25                        | Beerschot VA   | België         | Eerste Klasse A   | 4          | 0          | 0     | 0     | –              | –              | 4      | 0      |
| Carrièretotaal                 | Carrièretotaal | Carrièretotaal | Carrièretotaal    | 91         | 4          | 6     | 0     | 2              | 0              | 101    | 4      |
| Bijgewerkt op 18 augustus 2024 |                |                |                   |            |            |       |       |                |                |        |        |